# La Tribune de Lausanne
La Tribune de Lausanne est un journal suisse consacré à l'actualité. Ce quotidien est fondé en 1893 et vivra jusqu'en 1984. Il deviendra ensuite Le Matin. Au commencement, le tirage est de 10 000 exemplaires.

## Historique
Le journal La Tribune de Lausanne commence à paraitre le lundi 2 octobre 1893 avec une vocation apolitique et le but avoué de "renseigner, non de convertir" et de proposer des articles principalement consacrés à l'actualité lausannoise mais aussi Suisse romande. Le premier numéro contient six pages et le dernier en contient trente.
Le programme éditorial complet est formulé ainsi :  

« Les programmes les plus courts étant les meilleurs, nous serons brefs. Nous nous abstiendrons en particulier de ces réclames à coups de grosse caisse, et de ces belles promesses, si généreusement prodiguées, si rarement tenues. Voici, en revanche, ce que nous tenons à affirmer : La Tribune de Lausanne ne sera l’organe d’aucun parti politique ; elle évitera avec soin ces polémiques irritantes, faites d’ambitions déçues et de rancunes personnelles, qui ont fini par lasser tout le monde. Son but étant de renseigner, non de convertir, elle accueillera toute opinion sérieuse et modérée, où l’on aura pesé le pour et le contre. — La Tribune de Lausanne s’efforcera ainsi de faire entendre les deux cloches, et même toutes celles dont le son lui parviendra. Seules, les grandes questions soumises au vote populaire, telles que acceptation ou rejet de projets de lois, pourront être abordées par ses rédacteurs, qui donneront leur avis au plus près de leur conscience, et indépendamment de toute influence de parti. »

« Débarrassée ainsi de toute entrave politique, la Tribune de Lausanne s’appliquera à renseigner ses lecteurs, vite et bien, sur tous les sujets d’un intérêt général. Parmi les innombrables événements, faits divers, inventions, découvertes de notre fin de siècle, elle glanera tout ce qui lui paraîtra servir à l’utilité, à l'instruction ou à l’amusement du plus grand nombre. Dans les limites de son format, elle donnera des Variétés scientifiques, littéraires ou artistiques,. et dans chaqne [sic] numéro deux feuilletons, qui pourront être lus à la table de famille. »

« La Tribune de Lausanne ne mériterait pas son titre si elle ne se consacrait avant tout aux intérêts lausannois et à ceux de la Suisse romande, dont Lausanne est le centre. Elle suivra donc avec la plus grande attention les développements en tous genres de notre ville et des villes voisines. Elle donnera des comptes-rendus aussi détaillés que possible des soirées théâtrales, concerts, conférences, et des fêtes ou séances de nos nombreuses sociétés. Les correspondances qu’on voudra bien lui envoyer à ce sujet seront les bienvenues. »

« Centraliser les nouvelles les plus diverses, et les servir toutes fraîches le matin, à l’heure où l’on prend son café ou son chocolat, voilà ce qui résume notre programme. C’est à l’œuvre qu’on connaît l’ouvrier : à l’œuvre donc, pour Lausanne et le pays romand ! »

Ces objectifs perdureront jusqu'à la fin de la parution du journal en avril 1984. Après cette date, il fusionnera avec L'Estafette pour devenir Le Matin pour les numéros de la semaine et Le Matin Dimanche pour les numéros dominicaux.

## Noms
À son commencement, le journal porte le nom La Tribune de Lausanne. À son dernier numéro, le nom est Tribune de Lausanne : le matin. En dehors de ces deux titres, les numéros publiés du 18 nov. au 21 déc. 1922 portent le titre : Presse lausannoise et les numéros publiés du 12 au 14 nov. 1918 portent le titre : Journaux lausannois réunis.
Les sous-titres varient peu mais on peut noter : 
- journal du matin donnant les dernières dépêches
- le grand quotidien d'informations
- le quotidien d'informations

## Thèmes
Les thèmes abordés sont ceux compris dans les dépêches qui parviennent au journal. On y traite d'actualité, mondiale et nationale et plus particulièrement régionale. Les événements tels que les concerts et séances des sociétés locales sont aussi présentés. Une section d'avis mortuaires fait aussi partie du journal et elle y traite aussi des convois funéraires.

## Rédacteurs
Le dernier rédacteur en chef référencé est Monsieur Marc Lamunière.
Au commencement de la publication, il n'y a pas de rédacteur en chef clairement identifié. Le seul rédacteur identifié est Jules Carrara, les autres articles sont des dépêches, des feuilletons et des publicités. Il est à noter que le journal cherche, dès le premier numéro, à recruter.

## Éditeurs
Le premier éditeur du journal est J. Couchoud, à Lausanne. Il s'agit en réalité d'un imprimeur puisque le journal est, d'une certaine manière, auto-édité. Il est à noter que le journal sera toujours imprimé à Lausanne.

## Périodicité
Tout d'abord, le journal paraissait tous les jours sauf le dimanche. Au bout de quelques années, il y a eu un numéro dominical spécial. Ce dernier comporte plus de pages que les numéros de la semaine et est vendu plus cher.

## Prix
Au début de sa parution, la Tribune de Lausanne était vendue 5 centimes le numéro ou 50 centimes par mois, sur abonnement. Le dernier numéro valait 1 franc suisse et le dernier numéro dominical, contenant plus de pages, valait 1,30 francs suisses.